# USS John F. Kennedy (CVN-79)
«Джон Ф. Кеннеді» (англ. USS John F. Kennedy (CVN-79)) — планований американський авіаносець класу «Джеральд Р. Форд», що має змінити авіаносці класу «Німіц». 

## Назва
7 грудня 2007 року, в 66-ту річницю нападу на Перл-Гарбор, конгресмен Гаррі Мітчел (англ. Harry Mitchell) запропонував назвати запланований авіаносець CVN-79 «USS Arisona».
У 2009 році конгресмен Джон Шадегг (англ. John Shadegg) запропонував назвати один з авіаносців CVN-79 або CVN-80 «USS Barry M. Goldwater» на честь американського політика, сенатора від штату Аризона, Баррі Голдвотера. Але ці пропозиції були відхилені.
29 травня 2011 року Міністерство оборони США оголосило, що новий авіаносець отримає назву «USS John F. Kennedy», на честь 35-го президента США Джона Фіцджеральда Кеннеді.

## Історія створення
Закладка судна відбулась 20 липня 2015 року на верфі «Huntington Ingalls Industries» в місті Ньюпорт-Ньюс, штат Вірджинія.
Спуск на воду відбувся 29 жовтня 2019 року.
Спочатку планувалось, що корабель вступить у стрій у 2018 році. Але цей термін був зміщений. Планується, що корабель увійде до складу флоту наприкінці 2022 року.

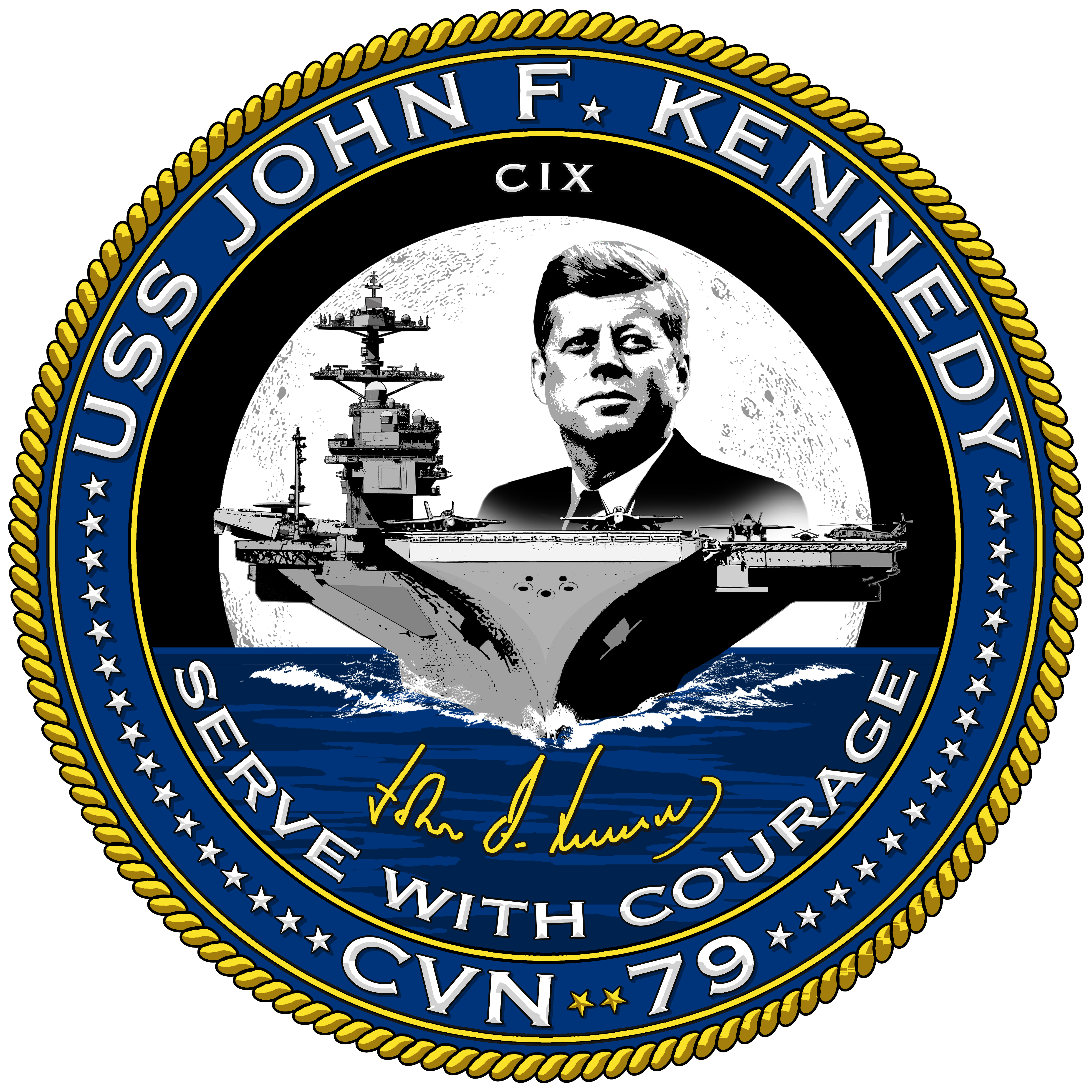